# Wunibald Kamm
Wunibald Irmin Erich Kamm (* 26. April 1893 in Basel; † 11. Oktober 1966 in Stuttgart) war ein deutscher Wissenschaftler auf dem Gebiet der Kraftfahrzeug- und Motorentechnik und einer der führenden Kraftfahrzeug-Aerodynamiker.

## Leben

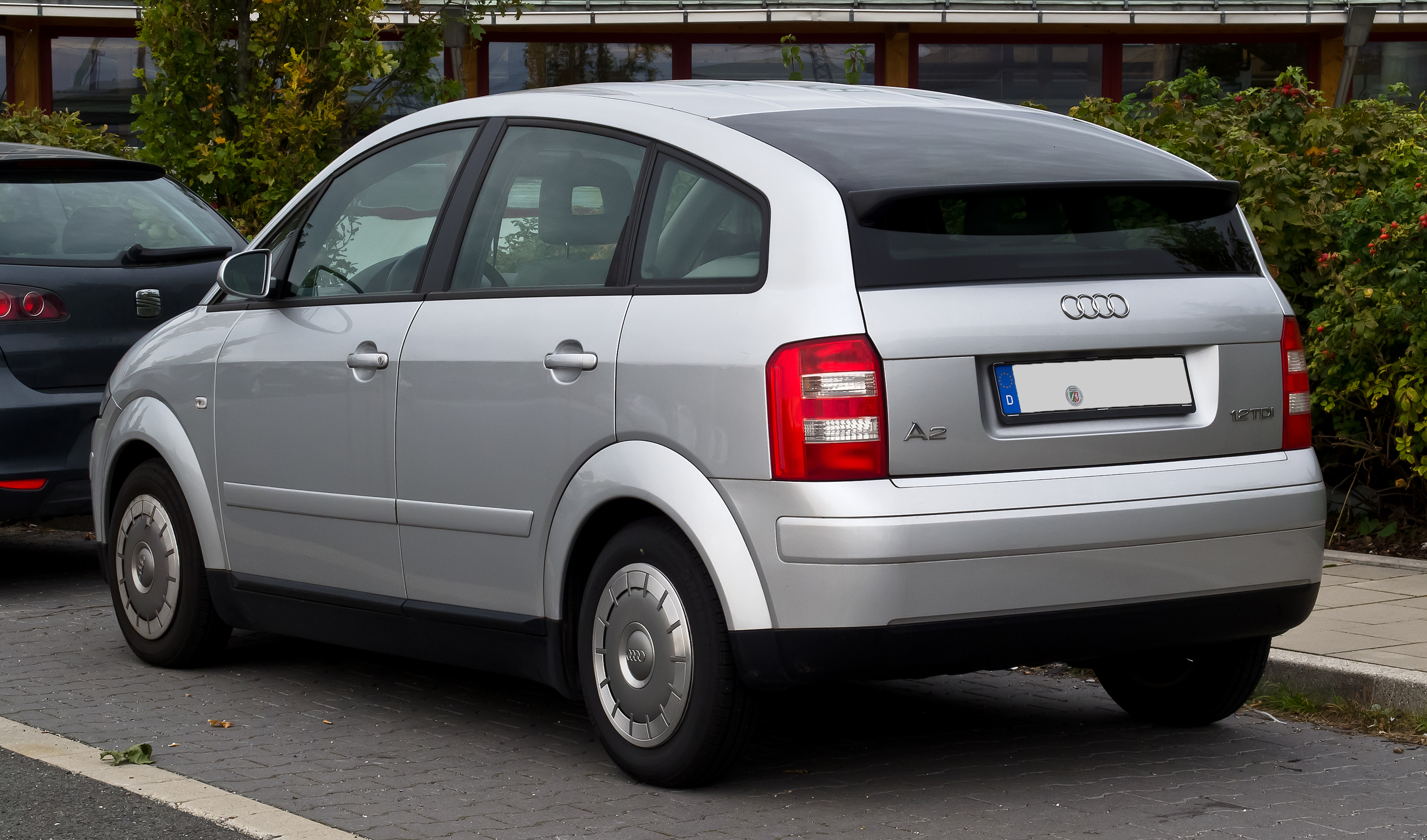
Modernes Kamm-Heck am Audi A2

Wunibald Kamm begann sein Maschinenbau-Studium an der TH Stuttgart im Wintersemester 1913/14 und trat der Stuttgarter Burschenschaft Ghibellinia bei. Er schloss sein Studium nach dem Weltkrieg 1920 ab und promovierte dort 1922 mit einem Thema über Stabilitätsfragen des von ihm entwickelten K-Fesselballons. Von 1922 bis 1925 arbeitete er für die Rennmotoren-Abteilung der Daimler-Motoren-Gesellschaft unter Paul Daimler und Ferdinand Porsche. Als Leiter des Fahrzeugbaus der Schwäbischen Hüttenwerke war Kamm 1925 für die Entwicklung des SHW-Wagens verantwortlich, von dem aber nur drei Prototypen gebaut wurden. Von 1926 bis 1930 war er Leiter der Motorenabteilung der Deutschen Versuchsanstalt für Luftfahrt (DVL) in Berlin-Adlershof. Dort war er auch für das Prüffeld für Flugtriebwerke zuständig.
Am 1. April 1930 wurde Kamm als Ordinarius auf den Lehrstuhl für Kraftfahrwesen und Fahrzeugmotoren der Technischen Hochschule Stuttgart berufen. Im selben Jahr noch (am 15. Juli) gründete er die gemeinnützige Stiftung Forschungsinstitut für Kraftfahrwesen und Fahrzeugmotoren Stuttgart (FKFS), die es ihm erlaubte, ohne die engen Regeln der Hochschule mit der Industrie zusammenzuarbeiten. Bis 1945 war er in Personalunion Lehrstuhlinhaber und Vorstand des FKFS. In dieser Zeit gelang es ihm, das FKFS zu einem der bedeutendsten Großforschungsinstitute mit bis zu 650 Mitarbeitern und zahlreichen Versuchseinrichtungen auszubauen, während des Zweiten Weltkriegs auch mit Rüstungsaufträgen. Kamm, ein Pionier der Kraftfahrzeugforschung, setzte sowohl bei der Kfz-Aerodynamik als auch in der Forschung an Verbrennungsmotoren Maßstäbe, unter anderem mit der Entwicklung des K-Wagens und dem Bau eines Kraftwagen-Vollprüffeldes mit einem 1:1-Windkanal. Bekannt wurden insbesondere die von ihm entworfenen Versuchswagen BMW K1 und K4 (jeweils auf Vorserienchassis des BMW 335), die BMW-328-Rennlimousine sowie die Kamm-Wagen K2 und K3 (jeweils auf Basis des Mercedes-Benz 170 V). Wichtig waren auch seine Erkenntnisse auf dem Gebiet des Reifen-Fahrbahn-Kontaktes (siehe dazu kammscher Kreis). 1943 und 1944 war Kamm Vorstandsmitglied des Vereins Deutscher Ingenieure (VDI).
Schon 1945, nach französischer Internierung in Ravensburg und späterer Übernahme durch US-Streitkräfte, konnte Kamm seine wissenschaftliche Karriere fortsetzen. Zunächst war er im Auftrag des amerikanischen Staates als beratender Ingenieur auf dem Wright-Patterson Air Force Field bei Dayton (Ohio) tätig. Weiterhin war er Research-Professor am Stevens Institute of Technology in Hoboken (NJ, USA), wo er seine bisherigen Forschungsthemen wieder aufnehmen konnte.
Nach seiner Rückkehr nach Deutschland leitete Kamm für drei Jahre die Abteilung Maschinenbau am Battelle-Institut in Frankfurt am Main, bevor er sich 1958 aus Gesundheitsgründen nach Stuttgart in den Ruhestand zurückzog.
Zum Gedenken an Kamm und Alfred Jante vergibt die Wissenschaftliche Gesellschaft für Kraftfahrzeug- und Motorentechnik e. V. (WKM) alle zwei Jahre die Kamm-Jante-Medaille für herausragende Leistungen von Studenten, jungen Wissenschaftlern und Ingenieuren auf dem Gebiet der Kraftfahrzeug- und Motorentechnik. Kamm wurde 2009 in die Automotive Hall of Fame aufgenommen. 2018 wurde ein Asteroid nach ihm benannt: (22499) Wunibaldkamm. Das von ihm erbaute Wohnhaus Gröberstraße 20 in Stuttgart steht heute unter Denkmalschutz.

## Publikationen
- Ergebnisse von Versuchen mit geometrisch ähnlich gebauten Zylindern verschiedener Größe und Folgerungen für die Flugmotorenentwicklung. Mitteilung der Deutschen Akademie der Luftfahrtforschung, vorgelegt am 3. März 1939; Oldenbourg, München/ Berlin 1942 (Schriften der Deutschen Akademie der Luftfahrtforschung, Heft 12).
- Wunibald Kamm; C. Schmid: Das Versuchs- und Meßwesen auf dem Gebiet des Kraftfahrzeugs. J. Springer, Berlin 1938.
- Der Stand der Entwicklung der Luftstrahltriebwerke in Deutschland. Deutsche Akademie der Luftfahrtforschung, Berlin 1941 (Schriften der Deutschen Akademie der Luftfahrtforschung, Nr. 1038).
- Betriebsverhältnisse und Konstruktionsgrundlagen der Fesselballone. Technische Hochschule, Stuttgart. Dissertation 1921.
- Wunibald Kamm; O. Hoffmeister: Das Kraftfahrzeug. Betriebsgrundlagen, Berechnung, Gestaltung und Versuch. Springer, Berlin 1936.